# الضمئية (العدين)

تعديل مصدري - تعديل

الضمئية محلة تابعة لقرية الجنيد، التابعة لعزلة بني هات بمديرية العدين إحدى مديريات محافظة إب في الجمهورية اليمنية، بلغ تعداد سكانها 49 حسب تعداد اليمن لعام 2004.